# Winifredia sola
Winifredia sola L.A.S.Johnson & B.G.Briggs é a única espécie do género botânico Winifredia, pertencente à família Restionaceae.